# Disco (program muzyczny)
Disco – niemiecki rozrywkowy program muzyczny, nadawany na kanale publicznej stacji telewizyjnej ZDF w latach 1971–1982. Wygląd graficzny nazwy programu stylizowany w formie pisma z małych liter disco. Emitowany był przeważnie w pierwszą sobotę miesiąca o g. 19:30 i trwał 45 minut. Wyprodukowanych zostało 133 odcinków. Gospodarzem programu był niemiecki aktor Ilja Richter.

## Historia
Mniej znanym poprzednikiem był również nadawany na kanale ZDF program 4-3-2-1 Hot & Sweet (1966–1970) prowadzonym przez duet prezenterów Ilja Richtera i Suzanne Doucet.
Disco był skierowany do młodych fanów muzyki pop. Nieco starszą widownię miał równolegle nadawany program ZDF-Hitparade, którego z kolei do roku 1972 głównym konkurentem był Beat-Club (następcą był Musikladen) (wzorowanym na brytyjskim Ready Steady Go! z końca lat 60., gdzie wykonawcy występowali „na żywo”).
W programie wzięli udział wykonawcy i grupy z ówczesnych europejskich i światowych list przebojów, dzieląc po równo czas antenowy ze szlagierami niemieckimi. Pomimo swej nazwy, show nie skupiał się wyłącznie na muzyce disco, pomimo zalewu tego stylu, a formuła i sama nazwa programu została wymyślona na długo przed narodzeniem się ery disco.

## Formuła programu
Program składał się z występów kolejno następujących po sobie wykonawców (zespołów) „na żywo” bądź z playbacku z udziałem widzów w studio, każdorazowo poprzedzonych wmontowanymi komediowymi scenkami sytuacyjnymi, żartami i piosenkami wykonywanymi przez Ilję Richtera. Kultowe stało się przywitanie moderatora okrzykiem Hallo Freunde! i odpowiedź widzów w studio Hallo Ilja!, a następnie komenda na przygaszenie świateł Licht Aus! i Spot An!. Występy gwiazd, nowatorska i perfekcyjna praca ekipy telewizyjnej (oświetlenie, scenografia, praca kamer, moderacja, montaż) dało programowi ogromną popularność.

## Wykonawcy międzynarodowi
W programie udział wzięło wiele ówczesnych gwiazd m.in. Amanda Lear, John Paul Young, Baccara, Harpo, Boney M., Nick Straker Band, Hot Chocolate, Dschinghis Khan, Bonnie Tyler, Donna Summer, Aneka, Julio Iglesias, Luv’, Buggles, Pussycat, Silver Convention, Village People, Sailor, Leif Garrett, Smokie, Suzi Quatro, Blondie, Rod Stewart, T. Rex, Alice Cooper, Marianne Rosenberg, Udo Jürgens, Riccardo Fogli.

## Wykonawcy zPolski
W historii Disco mieli swój udział także Polacy. W 1974 r. Irena Jarocka wykonała piosenkę Junge Liebe, w 1973 r. owacyjnie przyjęto zespół 2+1, gdzie zaśpiewali Zjechaliśmy Kapelą/Wir Kamen Mit Der Band, a w 1979 r. Karin Stanek wykonała po niemiecku utwór Ich Mag Dich, So Wie Du Bist.

## Powtórki emisji i CD
Powtórki Disco były na antenie kanału ZDF-Musikkanal od 1984 r., a po jego likwidacji w 1989 r. weszły na antenę 3sat. Od 2004 r. cyfrowy kanał ZDFtheaterkanal rozpoczął powtórki całej serii. Od 2007 r., tym razem na ZDFdokukanal, mają miejsce kolejne, rozpoczynając od odcinków z 1975 r. Także kanał Hit24 emituje je od 2008 r. Z okazji 40-lecia, przeboje z programu Disco zostały wydane na 7 płytach CD.